# المحقق كونان (الموسم 15)
المحقق كونان هو الموسم الخامس عشر من سلسلة المحقق كونان (باليابانية: 名探偵コナン، تُنطق ميه‌‌تانتيه كۆنان أي المحقق العظيم كونان) تُرجمت رسميًا إلى المُحقق كونان، وهي سلسلة مانغا للكاتب غوشو أوياما حُولِّت إلى مسلسل أنيمي وحلقات أوفا وأفلام أنمي وألعاب فيديو ووسائط أخرى يابانية وقد بدأ عرض السلسلة من 23 يناير 2006 ولغاية 19 فبراير 2007.
أُذيعت الحلقة الأولى في 8 يناير 1996 وعرضت الحلقات بالتوالي إلى أن وصلت إلى أكثر من 1,157 حلقة، وبذلك تحتل المركز الخامس عشر في قائمة أكثر الأنيميات من حيث عدد الحلقات. يتم عرض حلقة واحدة من الأنمي أسبوعيًّا على نبون تلفجن إلا في حالات عرض الأفلام فإنها قد تتأجل إلى أسبوعين أو أكثر. تتم دبلجة الأنيمي للغة العربية من قِبَل مركز الزهرة ولا تزال دبلجته مُستمرة لأكثر من ثمانية عشرة سنة منذ سنة 1998، حيث عُرض لأول مرة على تلفزيون قطر، وقد وصلت الحلقات المُدبلجة إلى 582 (551 بالنّظام الياباني) من أصل 1,157 حلقة.
يُعرَض المحقق كونان في اليابان على قناة نيبون تي في وقناة يوميأوري وقناة أنيماكس وقناة YTV اليابانية، وقد لاقى المحقق كونان رواجًا كبيرًا في اليابان حيث احتل مركزًا من ضمن المراكز الستة الأوائل في ست مناسبات مختلفة. وبحسب استطلاعات الرأي التي أجرتها مجلة أنيميج، اعتبر الأنيمي من بين أفضل 20 أنيمي تم إصداره خلال الفترة من عام 1996 ولغاية عام 2001. أيضا احتل المحقق كونان المركز الثالث والعشرين من ضمن قائمة أفضل 100 أنيمي، أجرته شبكة أساهي اليابانية في عام 2005.

## عناوين الحلقات
| #       | #             | عنوان الحلقة                                                    | عنوان الحلقة                                 | تفاصيل الحلقة | تفاصيل الحلقة  | تفاصيل الحلقة      |
| اليابان | العالم العربي | باليابانية                                                      | بالدبلجة العربية                             | في المانغا    | تاريخ العرض    | تاريخ العرض العربي |
| ------- | ------------- | --------------------------------------------------------------- | -------------------------------------------- | ------------- | -------------- | ------------------ |
| 427     | 460           | سر الطريق إلى المدرسة (الجزء الأول)                             | لغز الفتاة المفقودة (الجزء الأول)            | فصل 505 - 507 | 23 يناير 2006  | 10 يونيو 2023      |
| 428     | 461           | سر الطريق إلى المدرسة (الجزء الثاني)                            | لغز الفتاة المفقودة (الجزء الثاني)           | فصل 505-507   | 30 يناير 2006  | 17 يونيو 2023      |
| 429     | 462           | الاثنان اللذان لن يلتقيا مرة أخرى (الجزء الأول)                 | سيارة تحت الثلوج (الجزء الأول)               | فصل 508-510   | 6 فبراير 2006  | 17 يونيو 2023      |
| 430     | 463           | الاثنان اللذان لن يلتقيا مرة أخرى (الجزء الثاني)                | سيارة تحت الثلوج (الجزء الثاني)              | فصل 508-510   | 13 فبراير 2006 | 24 يونيو 2023      |
| 431     | 464           | قصة الحب السابعة في مقر شرطة العاصمة (الجزء الأول)              | الطفل المختطف (الجزء الأول)                  | فصل 511-514   | 20 فبراير 2006 | 24 يونيو 2023      |
| 432     | 465           | قصة الحب السابعة في مقر شرطة العاصمة (الجزء الثاني)             | الطفل المختطف (الجزء الثاني)                 | فصل 511-514   | 27 فبراير 2006 | 1 يوليو 2023       |
| 433     | 466           | كونان الولد الغريب                                              | لغز الروائي                                  | فلر           | 6 مارس 2006    | 1 يوليو 2023       |
| 434     | 467           | الانتصار العظيم للكلب كورو                                      | جريمة الكلب                                  | فلر           | 10 أبريل 2006  | 8 يوليو 2023       |
| 435     | 468           | المتحرون الصغار تحت المجهر (الجزء الأول)                        | مقالة عن فرقة المتحرين الصغار (الجزء الأول)  | فصل 515-517   | 17 أبريل 2006  | 8 يوليو 2023       |
| 436     | 469           | المتحرون الصغار تحت المجهر (الجزء الثاني)                       | مقالة عن فرقة المتحرين الصغار (الجزء الثاني) | فصل 515-517   | 24 أبريل 2006  | 15 يوليو 2023      |
| 437     | 470           | أيوتا وشينيتشي ووعد قبل 4 سنوات                                 | لغز اختفاء الجدة                             | فلر           | 8 مايو 2006    | 15 يوليو 2023      |
| 438     | 471           | تتبع رسالة سمكة                                                 | رسالة السمكة الطائرة                         | فصل 523-524   | 15 مايو 2006   | 22 يوليو 2023      |
| 439     | 472           | ثم لم يكن هناك حاجة لوجود أحد                                   | لا بأس بألا يبقى أحد                         | فلر           | 22 مايو 2006   | 22 يوليو 2023      |
| 440     | 473           | نهاية استعراض السيارات                                          | المشهد الأخير                                | فلر           | 29 مايو 2006   | 29 يوليو 2023      |
| 441     | 474           | اللحظات الأخيرة                                                 | افتح فمك                                     | فلر           | 5 يونيو 2006   | 29 يوليو 2023      |
| 442     | 475           | الرجل الذي أوقفته العارضة الحديدية                              | أزمة فنان                                    | فلر           | 12 يونيو 2006  | 5 أغسطس 2023       |
| 443     | 476           | متعة جمع الأصداف (الجزء الأول)                                  | جريمة على الشاطئ (الجزء الأول)               | فصل 525-527   | 26 يونيو 2006  | 5 أغسطس 2023       |
| 444     | 477           | متعة جمع الأصداف (الجزء الثاني)                                 | جريمة على الشاطئ (الجزء الثاني)              | فصل 525-527   | 3 يوليو 2006   | 12 أغسطس 2023      |
| 445     | 478           | سر القطة الروسية الزرقاء                                        | سر القط الأزرق                               | فصل 528-529   | 10 يوليو 2006  | 12 أغسطس 2023      |
| 446     | 479           | نافذة الطراز الغريب المغلقة بإحكام (الجزء الأول)                | النافذة المغلقة (الجزء الأول)                | فصل 530-532   | 24 يوليو 2006  | 19 أغسطس 2023      |
| 447     | 480           | نافذة الطراز الغريب المغلقة بإحكام (الجزءالثاني)                | النافذة المغلقة (الجزء الثاني)               | فصل 530-532   | 31 يوليو 2006  | 19 أغسطس 2023      |
| 448     | 481           | قضية سانما «سمك الكراكي» ميغورو                                 | قصة سمك أبي منقار                            | فلر           | 14 أغسطس 2006  | 26 أغسطس 2023      |
| 449     | 482           | قصة حب في مقر شرطة العاصمة: الزفاف المزيف (حلقة خاصة لمدة ساعة) | الزفاف المزيف (الجزء الأول)                  | فصل 535- 537  | 21 أغسطس 2006  | 26 أغسطس 2023      |
| 449     | 483           | قصة حب في مقر شرطة العاصمة: الزفاف المزيف (حلقة خاصة لمدة ساعة) | الزفاف المزيف (الجزء الثاني)                 | فصل 535- 537  | 21 أغسطس 2006  | 2 سبتمبر 2023      |
| 450     | 484           | الحيلة في مواجهة السحر (الجزء الأول)                            | خدعة لم تكتمل (الجزء الأول)                  | فلر           | 28 أغسطس 2006  | 2 سبتمبر 2023      |
| 451     | 485           | الحيلة في مواجهة السحر (الجزء الثاني)                           | خدعة لم تكتمل (الجزء الثاني)                 | فلر           | 4 سبتمبر 2006  | 9 سبتمبر 2023      |
| 452     | 486           | الغامض من كونبيرا (حلقة خاصة لمدة ساعة)                         | طيف مسرح كومبيرا (الجزء الأول)               | فلر           | 11 سبتمبر 2006 | 9 سبتمبر 2023      |
| 452     | 487           | الغامض من كونبيرا (حلقة خاصة لمدة ساعة)                         | طيف مسرح كومبيرا (الجزء الثاني)              | فلر           | 11 سبتمبر 2006 | 16 سبتمبر 2023     |
| 453     | 488           | عرض لقاء الصداقة والقدر                                         | في ذكرى الرحيل                               | فصل 533-534   | 23 أكتوبر 2006 | 16 سبتمبر 2023     |
| 454     | 489           | المجموعة المقلوبة (الجزء الأول)                                 | الغرفة المقلوبة (الجزء الأول)                | فصل 538-540   | 30 أكتوبر 2006 | 23 سبتمبر 2023     |
| 455     | 490           | المجموعة المقلوبة (الجزء الثاني)                                | الغرفة المقلوبة (الجزء الثاني)               | فصل 538-540   | 6 نوفمبر 2006  | 23 سبتمبر 2023     |
| 456     | 491           | الغموض الذي أحبه                                                | الغموض الذي شغفني                            | فلر           | 13 نوفمبر 2006 | 30 سبتمبر 2023     |
| 457     | 492           | منديل سونوكو الأحمر (الجزء الأول)                               | منديل سوكو الأحمر (الجزء الأول)              | فصل 541-543   | 20 نوفمبر 2006 | 30 سبتمبر 2023     |
| 458     | 493           | منديل سونوكو الأحمر (الجزء الثاني)                              | منديل سوكو الأحمر (الجزء الثاني)             | فصل 541-543   | 27 نوفمبر 2006 | 7 أكتوبر 2023      |
| 459     | 494           | الرجل الغامض الصارم بشكل مفرط للقوانين                          | جريمة القمامة                                | فلر           | 4 ديسمبر 2006  | 7 أكتوبر 2023      |
| 460     | 495           | عملية الصف الأول (ب) العظيمة                                    | لغز في الصف                                  | فصل 548-549   | 15 يناير 2007  | 14 أكتوبر 2023     |
| 461     | 496           | الصفحة المفقودة                                                 | الصفحة و الحجر                               | فلر           | 22 يناير 2007  | 5 أكتوبر 2024      |
| 462     | 497           | ظل المنظمة السوداء (الشاهد الصغير)                              | ظل المنظمة السوداء (والشاهد الصغير)          | فصل 550-552   | 29 يناير 2007  | 12 أكتوبر 2024     |
| 463     | 498           | ظل المنظمة السوداء (الإضاءة الغريبة)                            | ظل المنظمة السوداء (شهادة غريبة)             | فصل 550-552   | 5 فبراير 2007  | 12 أكتوبر 2024     |
| 464     | 499           | ظل المنظمة السوداء (لغز المكافأة الكبيرة)                       | ظل المنظمة السوداء (عصبة الشعر الأحمر)       | فصل 553-555   | 12 فبراير 2007 | 19 أكتوبر 2024     |
| 465     | 500           | ظل المنظمة السوداء (شهاب لؤلؤي)                                 | ظل المنظمة السوداء (لؤلؤة الشهب)             | فصل 553-555   | 19 فبراير 2007 | 19 أكتوبر 2024     |